# Кумерова поверхня
Кумерова поверхня, названа на честь Ернста Кумера, є прикладом К3-поверхні (тобто однозв'язної компактної голоморфно симплектичної поверхні), зв'язаної з абелевою поверхнею (або, більш загально, двовимірним комплексним тором).

## Нільпотентний конус
Перед обговоренням кумерової поверхні було б корисно обміркувати простіший приклад голоморфно симплектичної поверхні, що, на відмінність від кумерової, не є компактною. 
Нехай {\displaystyle u,v} суть голоморфні координати на {\displaystyle \mathbb {C} ^{2}}, та нехай {\displaystyle \iota (u,v)=(-u,-v)}. Це є голоморфною інволюцією на {\displaystyle \mathbb {C} ^{2}}. Розглянемо відображення {\displaystyle \mathbb {C} ^{2}\to \mathbb {C} ^{3}}, {\displaystyle (u,v)\mapsto (uv,u^{2},-v^{2})}. Воно ототожнюває точки {\displaystyle (u,v)} з {\displaystyle (-u,-v)}, та тому є вкладенням {\displaystyle \mathbb {C} ^{2}/\iota \to \mathbb {C} ^{3}}. Маємо {\displaystyle (uv)^{2}+u^{2}(-v^{2})=0}, так що коли {\displaystyle a,b,c} є координати на {\displaystyle \mathbb {C} ^{3}}, образ цього вкладення задовільняє рівнянню {\displaystyle a^{2}+bc=0}, тобто є квадратичним конусом {\displaystyle {\mathfrak {N}}}.
Голоморфна форма {\displaystyle du\wedge dv} на {\displaystyle \mathbb {C} ^{2}} є інваріантною відносно інволюції, так що вона спускається на гладкий локус конуса {\displaystyle {\mathfrak {N}}}.
Теорема. Ця голоморфно симплектична форма на {\displaystyle {\mathfrak {N}}\cong \mathbb {C} ^{2}/\iota } продовжується на роздуття цього конуса у нулі.
Доказ. Розглянемо {\displaystyle \mathbb {C} ^{3}} як алгебру Лі {\displaystyle {\mathfrak {sl}}(2)} матриць другого порядку зі слідом {\displaystyle 0}. Така матриця {\displaystyle M} називається нільпотентною, коли {\displaystyle M^{2}=0}. Вирахуючи, маємо:
{\displaystyle {\begin{pmatrix}a&b\\c&-a\end{pmatrix}}^{2}={\begin{pmatrix}a^{2}+bc&0\\0&bc+(-a)^{2}\end{pmatrix}}}
Тобто матриця з {\displaystyle {\mathfrak {sl}}(2)} є нільпотентною тоді і тільки тоді, коли вона ліжить на вищезазначеному конусі {\displaystyle {\mathfrak {N}}\subset {\mathfrak {sl}}(2)}.
Роздуття квадратичного конуса у нулі є гладкою алгебричною поверхнею, ізоморфною тотальному простору голоморфного кодотичного розшарування проєктивної прямої {\displaystyle \mathbb {C} \mathrm {P} ^{1}}. Взагалі, дотичним простором {\displaystyle T_{\ell }\mathrm {P} (V)} до проєктивного простору є простір {\displaystyle \mathrm {Hom} (\ell ,V/\ell )}, а кодотичним — спряжений простір {\displaystyle \mathrm {Hom} (V/\ell ,\ell )}. Він може бути ототожнений зі підпростором у {\displaystyle \mathrm {Hom} (V,\ell )} відображень, що занулюються на {\displaystyle \ell }, а коли {\displaystyle \dim V=2}, це те саме що нільпотентни матриці з ядром {\displaystyle \ell }. Відображення {\displaystyle T^{*}\mathrm {P} (V)\to {\mathfrak {N}}\subset {\mathfrak {sl}}(V)} є здуттям нулевого перетину кодотичного розшарування.
Тотальний простір кодотичного розшарування є типовим прикладом симплектичного многовиду. Має сенс описати цю структуру більш детально. Коли {\displaystyle X} є будь-яким многовидом, 1-форма Ліувіля {\displaystyle \lambda } на {\displaystyle T^{*}X\xrightarrow {\pi } X} визначається як {\displaystyle \lambda _{\xi }(v)=\xi (\pi _{*}v)}, де {\displaystyle \xi \in T^{*}X} є кодотичним вектором у якійсь точці на {\displaystyle X}. Канонічна 2-форма визначається як {\displaystyle \omega =d\lambda }.
В термінах нільпотентного конуса, дотичним вектором до {\displaystyle {\mathfrak {N}}} у точці {\displaystyle M} є матриця {\displaystyle B} така, що {\displaystyle (M+\varepsilon B)^{2}=0\mod \varepsilon ^{2}}, або еквівалентно {\displaystyle MB+BM=0}. Коли {\displaystyle \ell =\ker M}, маємо {\displaystyle B(\ell )\subset \ell }. 1-форма Ліувіля {\displaystyle \lambda _{M}(B)} визначається як власне значення {\displaystyle B} на {\displaystyle \ell }.
Щоб переконатися, що обидва відображення {\displaystyle T^{*}\mathbb {C} \mathrm {P} ^{1}\to {\mathfrak {N}}\leftarrow \mathbb {C} ^{2}/\iota } поважають голоморфно симплектичну форму, запишемо матрицю {\displaystyle M\in {\mathfrak {N}}} у координатах {\displaystyle u,v}:
{\displaystyle {\begin{pmatrix}uv&u^{2}\\-v^{2}&-uv\end{pmatrix}}.}
Її ядро породжено вектором {\displaystyle {\begin{pmatrix}u\\-v\end{pmatrix}}}. Прямий розрахунок показує:
{\displaystyle {\begin{pmatrix}uv+\delta u\cdot v&u^{2}+2u\delta u\\-v^{2}&-uv-\delta u\cdot v\end{pmatrix}}{\begin{pmatrix}u\\-v\end{pmatrix}}=-v\delta u{\begin{pmatrix}u\\-v\end{pmatrix}};~~~~~~{\begin{pmatrix}uv+u\delta v&u^{2}\\-v^{2}-2v\delta v&-uv-u\delta v\end{pmatrix}}{\begin{pmatrix}u\\-v\end{pmatrix}}=u\delta v{\begin{pmatrix}u\\-v\end{pmatrix}}}
Іншими словами, 1-форма Ліувіля у координатах {\displaystyle u,v} виглядає як {\displaystyle \lambda _{(u,v)}(\partial _{u})=-v,\lambda _{(u,v)}(\partial _{v})=u}, тобто {\displaystyle \lambda =udv-vdu}. Таким чином, канонічна 2-форма виглядає як {\displaystyle d\lambda =2du\wedge dv}, та продовжує цю форму на роздуття конуса. ◻

## Конструкція кумерової поверхні

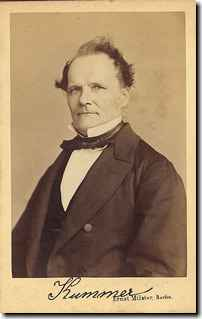
Ернст Кумер

Нехай {\displaystyle A} є комплексним тором розмірності два, тобто фактором {\displaystyle \mathbb {C} ^{2}/\Lambda }. Відображення {\displaystyle \iota \colon x\to -x} є інволюцією на {\displaystyle A}, що має 16 нерухомих точок (точок {\displaystyle a\in A} таких, що {\displaystyle a+a=0_{A}}). Біля кожної нерухомої точки {\displaystyle \iota } діє як {\displaystyle x\mapsto -x} біля {\displaystyle 0\in U}, де {\displaystyle U\subset \mathbb {C} ^{2}} є малим шаром.
Через це фактор {\displaystyle X=A/\iota } є комплексним двовимірним многовидом з 16 особливими точками, влаштованих, як було показано вище, як вершини квадратичних конусів. Роздуття кожної особливої точці перетворює {\displaystyle X} на неособливу поверхню, звану кумеровою поверхнею тору {\displaystyle A} та позначаєму {\displaystyle \mathrm {Kum} (A)}. Вона є алгебричною тоді і тільки тоді, коли тор {\displaystyle A} є алгебричним (тобто абелевою поверхнею).
Кожен тор має голоморфно симплектичну форму {\displaystyle \sigma =du\wedge dv}, єдину з точністю до множення на скаляр. Інволюція {\displaystyle \iota } змінює знак обох координат, так що {\displaystyle \sigma } спускається на фактор {\displaystyle X=A/\iota }. Як було показано вище, {\displaystyle \sigma } продовжується у виняткови криві, що вдуті у 16 особливих точок.

## Кумерови поверхні якобієвих поверхонь

Шість зелених прямих, дотичних до кониці

Нехай {\displaystyle C} є кривою роду два, тобто розгалуженим накриттям {\displaystyle C\to \mathbb {C} \mathrm {P} ^{1}} зі шістьма точками розгалуження, та {\displaystyle \iota \colon C\to C} переставляє листи накриття. Її симетричний квадрат {\displaystyle \mathrm {Sym} ^{2}C} параметризує дивізори ступеня 2 на {\displaystyle C}. Відповідність {\displaystyle D\mapsto {\mathcal {O}}(D)} відображує {\displaystyle \mathrm {Sym} ^{2}C} на {\displaystyle \mathrm {Pic} ^{2}(C)}, простір модулів лінійних розшарувань ступеня 2. За формулою Рімана — Роха, це відображення є здуттям раціональної кривої в точку {\displaystyle K_{C}\in \mathrm {Pic} ^{2}(C)}, та взаємно-однозначним в інших точках. Ототожнимо {\displaystyle \mathrm {Pic} ^{2}(C)} з тором {\displaystyle \mathrm {Pic} ^{0}(C)} як {\displaystyle D\mapsto D-K_{C}}. Тоді інволюція {\displaystyle x\mapsto -x} на {\displaystyle \mathrm {Pic} ^{0}} ототожнюється з інволюцією {\displaystyle D\mapsto \iota (D)}. Роздуття фактору {\displaystyle \mathrm {Pic} ^{2}(C)/\iota } є кумеровою поверхнею {\displaystyle \mathrm {Kum} }.
Ця кумерова поверхня {\displaystyle \mathrm {Kum} } має ще одну інволюцію: {\displaystyle (x+y)\mapsto (x+\iota (y))} (зауважимо, що після факторизації по {\displaystyle \iota } маємо {\displaystyle x+\iota (y)\sim \iota (x+\iota (y))\sim \iota (x)+y}). Точки цього фактору можуть бути ототожнені з дивізорами вигляду {\displaystyle x+\iota (x)+y+\iota (y)}, або еквівалентно дивізорами ступеня 2 на {\displaystyle C/\iota =\mathbb {C} \mathrm {P} ^{1}}. Таким чином, кумерова поверхня якобієвої поверхні має відображення ступеня 2 на {\displaystyle \mathbb {C} \mathrm {P} ^{2}=\mathrm {Sym} ^{2}\mathbb {C} \mathrm {P} ^{1}}. Будь-яка K3-поверхня з такою властивістю є подвійним накриттям {\displaystyle \mathbb {C} \mathrm {P} ^{2}}, розгалуженим у секстиці (тобто плоскій кривій ступіня 6). Але в цьому випадку секстика має спеціальний вигляд: будь-яка точка вигляду {\displaystyle 2x+y+\iota (y)}, де {\displaystyle x=\iota (x)}, має тільки один прообраз. Як відомо, при ототожненні {\displaystyle \mathrm {Sym} ^{2}\mathbb {C} \mathrm {P} ^{1}\to \mathbb {C} \mathrm {P} ^{2}} точки вигляду {\displaystyle x+x} перейдуть у точки на кониці {\displaystyle Q\subset \mathbb {C} \mathrm {P} ^{2}}, а точки вигляду {\displaystyle x+y} для фіксованого {\displaystyle x} — у точки дотичної прямої до {\displaystyle Q} у точці {\displaystyle x+x}. Стало бути, локус розгалуження накриття {\displaystyle \mathrm {Kum} \to \mathbb {C} \mathrm {P} ^{2}} є об'єднанням шести прямих, дотичних до коники. Розгалужене накриття в особливій кривій має особливу точку у прообразі особливої точки кривої; шість прямих перетинаються у п'ятнадцяти точках, в які вдуваються 15 виняткових кривих. Шістнадцятою винятковою кривою є одна з компонент прообразу вписанної коники.
Інший спосіб геометрично реалізувати кумерову поверхню полягає в наступному. Квартика у {\displaystyle \mathbb {C} \mathrm {P} ^{3}}, тобто поверхня ступіня 4, може мати не більше ніж 16 квадратичних особливих точок. Нехай {\displaystyle S\subset \mathbb {C} \mathrm {P} ^{3}} така поверхня, {\displaystyle O} одна з її особливих точок, та {\displaystyle \Pi \subset \mathbb {C} \mathrm {P} ^{3}} — проєктивна площина. Тоді пряма {\displaystyle OP}, де {\displaystyle P\in \Pi } перетинає {\displaystyle S} в {\displaystyle O} з кратністю 2, та ще у двох точках {\displaystyle P'} та {\displaystyle P''}. Тим самим проєкція з квадратичної особливості є подвійним накриттям {\displaystyle \mathbb {C} \mathrm {P} ^{2}}. П'ятнадцять інших особливих точок проєктуються у п'ятнадцять особливих точок локусу розгалуження цього накриття, а плоска секстика з 15 особливими точками є об'єднанням шести прямих. Граничне положення прямої {\displaystyle OP} при стрямуванні {\displaystyle P'\to O} є дотичною прямою до квадратичного конуса, так що виняткова крива, що вдута у точку {\displaystyle O}, проєктується в конику, що дотикається до кожної з шести прямих.
Зауважимо, що сама крива {\displaystyle C} може бути вкладена у {\displaystyle \mathrm {Pic} ^{0}} як {\displaystyle x\mapsto x-x_{0}}, де {\displaystyle x_{0}} є нерухомою точкою. Коли {\displaystyle \iota (x_{0})=x_{0}}, маємо {\displaystyle -C=C}, і більше того {\displaystyle -1_{\mathrm {Pic} ^{0}(C)}|_{C}=\iota }. Таким чином фактор {\displaystyle C/\iota \cong \mathbb {C} \mathrm {P} ^{1}} відображується в кумерову поверхню, та перетинає шість виняткових кривих (бо {\displaystyle C\subset \mathrm {Pic} ^{0}} проходить через шість нерухомих точок інволюції). Зрушення {\displaystyle C} на всілякі 15 елементів 2-кручення дають ще 15 раціональних кривих. Цю конфігурацію кривих на кумеровій поверхні досліджував Фелікс Кляйн; вона була вишита на весільній сукні його нареченої Анни Гегель (онуки Ґ. В. Ф. Геґеля).

## Узагальнені кумерові многовиди
Арно Бовиль виявив багатовимірні аналоги кумерових поверхонь. З кожним двохвимірним комплексним тором {\displaystyle A} можна зв'язати його схему Гільберта {\displaystyle \mathrm {Hilb} ^{n}(A)}, параметризуючу підсхеми {\displaystyle A} з носієм із {\displaystyle n} точок з урахуванням кратності. Вона допускає відображення {\displaystyle \mathrm {Hilb} ^{n}(A)\to A}, {\displaystyle \{x_{1},\dots ,x_{n}\}\mapsto \sum _{i=1}^{n}x_{i}}. Його шар понад {\displaystyle 0_{A}\in A} є однозв'язним голоморфно симплектичним многовидом комплексної розмірності {\displaystyle 2n-2}, званим узагальненим кумеровим многовидом: при {\displaystyle n=2} маємо шар понад {\displaystyle 0_{A}} із пар {\displaystyle \{a,-a\}}, що еквівалентно роздуттю фактору {\displaystyle A/\pm 1}.